# Lise Akoka
Lise Akoka est une réalisatrice et scénariste française. Elle a notamment réalisé avec Romane Guéret le film Les Pires qui a obtenu le prix Un certain regard au Festival de Cannes 2022.

## Biographie
Après des études de psychologie et de théâtre, Lise Akoka découvre la pratique du casting sauvage et celle du coaching d’enfants pour le cinéma. Elle y rencontre Romane Guéret avec laquelle elle réalisera ses futurs projets.
Son premier long-métrage Les Pires, coréalisé avec Romane Guéret, a obtenu le prix Un certain regard au Festival de Cannes 2022,,,.

## Filmographie
Elle est co-scénariste de tous ses films.

### Réalisatrice
- 2015 : Chasse royale (court-métrage)
- 2020 : Tu préfères (websérie)[7]
- 2022 : Les Pires
- 2025 : Ma frère[8]

## Distinctions

### Récompenses
- Festival de Cannes 2022 : Prix Un certain regard pour Les Pires[1]
- Prix SACD 2023 : Prix Nouveau Talent Cinéma[9]

### Nominations
- César 2017 : Meilleur court-métrage pour Chasse royale